# Xenia Hausner
Xenia Hausner (née en 1951 à Vienne, Autriche) est une artiste peintre autrichienne.

## Biographie
Xenia Hausner est issue d’une famille d’artistes. Son père est le peintre autrichien Rudolf Hausner, et ses sœurs la réalisatrice Jessica Hausner et la costumière Tanja Hausner. De 1972 à 1976, elle fait des études de scénographie à l’Académie des Beaux-Arts de Vienne et à l’Académie royale d’art dramatique de Londres. Entre 1977 et 1992, elle réalise plus de 100 décors de théâtre et d’opéra, entre autres pour le Covent Garden de Londres, le Burgtheater de Vienne, le Théâtre de la Monnaie de Bruxelles et le Festival de Salzbourg. 
Depuis 1992, Xenia Hausner se consacre exclusivement à la peinture. Ses œuvres sont exposées dans des galeries et musées en Autriche et à l’étranger. Xenia Hausner vit et travaille à Berlin et à Vienne.

## Œuvre

### Scénographie
Ses premières scénographies sont des collages composés de matériaux provenant de bâtiments en démolition, de casses et de décharges publiques. Les espaces réalisés à partir de ce matériau brut vivent de la tension entre minutie naturaliste et code abstrait, entre Histoire et temps présent. Sa démarche d’alors est axée sur de la figure rhétorique de l’oxymore qui consiste à rapprocher des contraires, à réunir des éléments qui, en temps normal, se dispersent de manière chaotique.

### Peinture
À partir de 1990, Xenia Hausner se tourne vers la peinture. Son œuvre picturale est dédiée à la représentation des êtres humains, dans des relations qui restent souvent hermétiques. Face à des situations ambiguës, le spectateur ne peut explorer le tableau qu’en ayant recours à son propre vécu. Les œuvres de grand format de Xenia Hausner sont des tableaux de la société qui racontent le monde mystérieux des rapports humains dans des situations volontairement fragmentaires, des instantanés de la vie quotidienne. Contrairement au portrait conventionnel, les personnages représentés jouent ici un rôle étranger à leur propre biographie, tels les acteurs d’une pièce de théâtre. Son travail se caractérise par l’expressivité du trait et la richesse des couleurs, qui se manifeste notamment dans l’incarnat des personnages.
Xenia Hausner se consacre également à l’estampe et au travail en technique mixte : elle retravaille à la peinture des photographies de grand format, ou intègre d’autres matériaux sur le support. Son travail témoigne ainsi de la fusion entre les enjeux actuels de la peinture et ceux de la photographie. Ces différentes techniques donnent naissance à une nouvelle densification de l’image et à une construction du réel inédite. Bien qu’ils reprennent certains thèmes de sa peinture, ses travaux sur papier de cuve, réalisés à faible tirage, constituent un domaine à part dans son œuvre, tant par le choix des motifs que par la technique et le support.
En 2011, lors des préparatifs de l'exposition « Damage » au Shanghai Art Museum, elle commence à s’intéresser à l’iconographie asiatique, et tout particulièrement chinoise. L’intégration de cette iconographie dans sa griffe personnelle témoigne de l’interconnexion et de la planétarisation de l’art contemporain.

### Projets
Outre la peinture, la photographie est un élément constitutif de son travail et de son exploration thématique. Ainsi son engagement auprès de Frauen ohne Grenzen (Femmes sans frontières) et de leur projet SAVE (Sisters Against Violent Extremism) pour qui elle réalise un documentaire photo sur des personnes ayant vécu des situations extrêmes. Elle attache également un grand intérêt à des projets relatifs à l’architecture tels que l’emballage de la Tour du Ring, à Vienne en 2011, ou le dessin et la conception de vitraux pour des églises (église Saint-Kilian de Heilbronn, église Saint-Jean l’Évangéliste de Gehrden, cathédrale Saint-Jean-Baptiste et église Saint-Laurent de Mersebourg).

## Citations
« La femme est le plus beau des sexes. »

## Expositions (sélection)
- 2017 : Glasstress, Palazzo Franchetti, Venise
- 2017 : Xenia Hausner – Exiles in Personal Structures : Crossing Borders, Palazzo Bembo, Venise
- 2017 : Entfesselt. Malerinnen der Gegenwart, Château d'Achberg, Allemagne
- 2017 : Fleischeslust, Galerie Deschler, Berlin
- 2017 : Modern & Contemporary Art, Forum Gallery, New York
- 2017 : 10 – Alive and Kicking, Dominik Mersch Gallery, Sydney
- 2017 : Menagerie. An Animal Show from the Würth Collection, Forum Würth Rorschach, Suisse
- 2016 : Frau im Bild – Female Portraits from the Würth Collection, Gallery Würth, Oslo
- 2016 : Rendezvous, Meisterwerke aus der Sammlung Essl, Musée Essl, Klosterneuburg
- 2015 : Von Hockney bis Holbein. Die Sammlung Würth in Berlin, Martin Gropius Bau, Berlin
- 2015 : Personal Structures: Crossing Borders, Palazzo Mora, Venise
- 2015 : Soft Power, Leo Gallery, Shanghai
- 2015 : Girl, Girls, Girls, Galerie Deschler, Berlin
- 2015 : Xenia Hausner Some Hope, FO.K.U.S, Innsbruck
- 2014 : Xenia Hausner Look Left – Look Right, Today Art Museum, Beijing
- 2014 : Xenia Hausner Look Left – Look Right, The Pao Galleries, Hong Kong Arts Center, Hong Kong
- 2014 : Glanzlichter. Meisterwerke zeitgenössischer Glasmalerei im Naumburger Dom, Nambourg
- 2014 : Die Andere Sicht, Essl Museum, Klosterneuburg
- 2013 : Sie. Selbst. Nackt. Paula Modersohn-Becker Museum, Brême
- 2013 : Painting Water, Berlin Art Week, Galerie Deschler
- 2013 : A.E.I.O.U. – Österreichische Aspekte in der Sammlung Würth, Museum Würth, Künzelsau
- 2012 : Xenia Hausner – ÜberLeben, Essl Museum, Klosterneuburg
- 2012 : 5th Beijing International Art Biennale, Beijing (Chine)
- 2012 : des 21. Jahrhunderts, Centre international du Vitrail, Chartres
- 2012 : Hausner – Flagrant délit, Musée Würth France, Erstein
- 2011 : Xenia Hausner – Damage, Shanghai Art Museum, Shanghai
- 2011 : Familiensinn, Installation de la Tour du Ring, Vienne
- 2011 : Glasmalerei der Moderne, Badisches Landesmuseum, Karlsruhe
- 2010 : Intimacy. Baden in der Kunst, Kunstmuseum Ahlen, Ahlen
- 2010 : Trailblazer, Prix Gabriele Münter 2010, Martin Gropius Bau, Berlin
- 2009 : Xenia Hausner, Palais Liechtenstein, Forum für Zeitgenössische Kunst, Feldkirch
- 2009 : Sehnsucht nach dem Abbild. Das Portrait im Wandel der Zeit, Kunsthalle Krems
- 2008 :  Montijo International Biennal ON Europe 2008, Portugal
- 2008 : You and I, Forum Gallery, New York
- 2007 : Two, Galerie von Braunbehrens, Munich
- 2007 : Zurück zur Figur, Kunsthaus, Vienne
- 2006 : Österreich 1900-2000. Konfrontation und Kontinuitäten, Sammlung Essl, Klosterneuburg
- 2006 : Zurück zur Figur – Malerei der Gegenwart, Kunsthalle der Hypokulturstiftung, Munich
- 2006 : Hide and Seek, Forum Gallery, New York
- 2006 : Xenia Hausner – Glücksfall, Kunsthaus Wien, Vienne
- 2005 : Rundlederwelten, Martin Gropius Bau, Berlin
- 2005 : Physiognomie der 2. Republik, Österreichische Galerie Belvedere, Vienne
- 2005 : Xenia Hausner – Glücksfall, Ludwig Museum, Coblence
- 2004 : Upper Class – Working Girl, Galerie der Stadt Salzburg
- 2004 : Fremd. Berichte aus ferner Nähe, Kunstfest « Pèlerinages » Weimar
- 2004 : Xenia Hausner – Die 2. Natur, Charim Galerie, Vienne
- 2003 : Xenia Hauser – Damenwahl, Galerie Deschler, Berlin
- 2003 : Xenia Hausner – New Paintings, Forum Gallery, Los Angeles
- 2002 : Xenia Hausner – Malerei, Galerie Kämpf, Bâle
- 2002 : Xenia Hausner – Malerei, Galerie Hohmann, Hambourg
- 2001 : Xenia Hausner – Neue Arbeiten, Rupertinum, Museum der Moderne, Salzbourg
- 2001 : Xenia Hausner – Gemälde und Grafik, Galerie Thomas, Munich
- 2000 : Xenia Hausner – Kampfzone, Käthe Kollwitz Museum, Berlin et Staaliches Russisches Museum, Saint-Pétersbourg
- 2000 : Xenia Hausner – Heart Matters, Forum Gallery, New York
- 2000 : Xenia Hausner – Menschen, Ernst Barlach Museum, Hambourg Wedel
- 1999 : Figuration, Rupertinum, Museum der Moderne, Salzbourg, Museion Bozen et Ursula Blickle Stiftung, Kraichtal
- 1998 : Wirklichkeit und Traum, Berlin Galerie, Berlin
- 1998 : Xenia Hausner – Malerei, Kunsthalle, Coblence
- 1998 : Xenia Hausner – Liebesfragmente, Jesuitenkirche, Galerie in Aschaffenburg
- 1997 : Xenia Hausner – Liebesfragmente, Kunsthalle de Vienne et Musée des Beaux-Arts, Leipzig
- 1997 : Zeitgenössische Kunst aus Österreich, Europäisches Währungsinstitut, Francfort-sur-le-Main
- 1996 : Die Kraft der Bilder, Martin Gropius Bau, Berlin
- 1996 : Menschenbilder, Galerie Thomas, Munich
- 1996 : Meisterwerke der österreichischen Gegenwartskunst, Galerie Heike Curtze, Salzbourg

## Films
Arte, Metropolis, « Geschichten von Einsamkeit und Nähe - Ein Atelierbesuch bei Xenia Hausner in Wien », première diffusion le 26 janvier 2013, 16h45
3sat, Kulturzeit, Harald Wilde, « Grande Dame der Porträt-Malerei - Xenia Hausner im Essl-Museum in Klosterneuburg », 24 oct. 2012
Arte, Metropolis, « Die Künstlerin Xenia Hausner », première diffusion le 11 oct. 2003

## Collections publiques
Ses œuvres se trouvent dans les musées et collections suivants :
- Albertina, Vienne
- Museum Würth (de), Allemagne
- Batliner Foundation, Vienne
- Belvédère, Vienne
- Collection Essl, Klosterneuburg, Autriche
- Musée de Vienne, Vienne
- Museum Angerlehner (de), Thalheim près de Wels, Autriche
- Museum Würth, Künzselsau
- Droege Group, Düsseldorf
- Banque centrale européenne, Francfort
- Musée de Shanghai
- Hong Kong Museum of Art
- Today Art Museum (en), Pékin
- First Art Foundation, Vaduz
- George Economou Collection, Athènes
- Seven Bridges Foundation, Greenwitch (Connecticut), États-Unis

## Catalogues et reproductions
- "Xenia Hausner: Look Left – Look Right", Brandstätter Verlag, 2014,  (ISBN 978-3-85033-841-7)
- "Xenia Hausner: ÜberLeben", Brandstätter Verlag, 2012,  (ISBN 978-3-85033-715-1)
- "Xenia Hausner: Flagrant délit", Swiridoff Verlag, 2012,  (ISBN 978-3-89929-242-8)
- "Xenia Hausner: Damage", Hirmer Verlag, 2011,  (ISBN 978-3-7774-4281-5)
- "Xenia Hausner: You and I.", Prestel Verlag, Munich, 2008,  (ISBN 978-3-7913-4106-4)
- "Xenia Hausner: Two", Galerie von Braunbehrens, Munich, 2007,  (ISBN 3-922268-47-1 et 978-3-922268-47-5)
- "Xenia Hausner: Glücksfall", Prestel Verlag, Munich, 2005
- "Xenia Hausner: Hide and Seek", Prestel Verlag, Munich, 2005,  (ISBN 3-7913-3621-5)
- "Xenia Hausner: Ladies First. Second Thoughts", Wienand Verlag, Cologne, 2003,  (ISBN 3-87909-824-7)
- "Xenia Hausner: Kampfzone", Wienand Verlag, Cologne, 2003,  (ISBN 3-87909-803-4)
- "Xenia Hausner: Heart Matters", Forum Gallery Editions, D.A.P./Distrubuted Art Publishers, 2003,  (ISBN 09675826-52)
- "Ксения Хаузнер: Зона борьбы", Palace Editions, 2000
- "Xenia Hausner: Kampfzone", Wienand Verlag, Cologne, 2000,  (ISBN 3-87909-687-2)
- "Xenia Hausner: Figuration", Bozen, 1999,  (ISBN 3-905597-09-8)
- "Xenia Hausner: Menschen", Galerie der Stadt Aschaffenburg, 1998
- "Xenia Hausner: Liebesfragmente", Wienand Verlag, Cologne, 1997,  (ISBN 3-87909-394-6)
- "Xenia Hausner: Menschenbilder", Edition Galerie Thomas, Munich, 1996
- "Xenia Hausner: Rätselraum Fremde Frau.", Braus Verlag, Heidelberg, 12990,  (ISBN 3-92583-548-2)
- "Global Art Affairs Foundation: Personal Structures – Crossing Borders", European Cultural Centre, Venise, 2015,  (ISBN 978-94-90784-18-8)
- "Die andere Sicht. Sammlerin und Künstlerin.", Edition Sammlung Essl, 2014,  (ISBN 978-3-902001-81-8)
- "Elfriede Jelinek: Werk und Rezeption. Diskurse. Kontexte. Impuls.", publications du centre de recherche Elfriede Jelinek, Pia Janke (éd.), 2014, 2 tomes
- "Sie. Selbst. Nackt. Paula Modersohn-Becker und andere Künstlerinnen im Selbstakt", Hatje Cantz Verlag, 2013,  (ISBN 978-3-7757-3664-0)
- Dieter Wellershoff, "Was die Bilder erzählen. Ein Rundgang durch mein imaginäres Museum", Kiepenheuer & Witsch Verlag, 2013,  (ISBN 978-3-462-04555-0)
- "A.E.I.O.U. Österreichische Aspekte in der Sammlung Würth", Swirdoff Verlag, 2013,  (ISBN 978-3-89929-272-5)
- "Museum Angerlehner", Hirmer Verlag, Munich,  (ISBN 978-3-7774-2130-8)
- Holger Brülls, "Zeitgenössische Glasmalerei in Deutschland", Centre International du Vitrail, Chartres, 2012,  (ISBN 978-2-908077-06-3)
- Burkhard Leismann/Martina Padberg (éd.), Intimacy! Baden in der Kunst, Kunstmuseum Ahlen, 2010,  (ISBN 978-3-86832-020-6)
- Hans-Peter Wipplinger, Sehnsucht nach dem Abbild. Das Portrait im Wandel der Zeit, Kunsthalle Krems, 2009,  (ISBN 978-3-901261-43-5)
- Christiane Lange/Florian Matzner (éd.), Zurück zur Figur. Malerei der Gegenwart, Prestel Verlag, Munich, 2006
- "Österreich 1900-2000. Konfrontation und Kontinuitäten", Edition Sammlung Essl, 2005  (ISBN 3-902001-27-5)